# Estatuto de la Radio y la Televisión
El Estatuto de la Radio y Televisión Española de 1980 es el marco jurídico que recoge la naturaleza, estructura y régimen jurídico del Ente Público Radiotelevisión Española hasta junio de 2006 en que el Ente queda disuelto y pasa a llamarse Corporación Radiotelevisión Española.
El Estatuto fue la primera piedra para la constitución de los canales autonómicos pues preveía la concesión a las comunidades autónomas la gestión directa de un canal de televisión de titularidad estatal que se creara específicamente para el ámbito territorial de cada comunidad autónoma.

## Base jurídica
La necesidad de establecer unas normas claras y precisas con rango de Ley para el funcionamiento de la radio y la televisión procede de la Constitución y del pluralismo político que proclama como valor del Ordenamiento Jurídico. El servicio público de radiodifusión y televisión se inspira en los principios generales que gobiernan todos los medios de comunicación social del Estado, como la objetividad, veracidad e imparcialidad de las informaciones, separadas de las opiniones, el respeto al pluralismo, la vida privada y cuantos derechos y libertades reconoce la constitución.

## Organización
El Ente Público RTVE se estructura, a efectos de su funcionamiento, administración general y alta dirección en los siguientes órganos:
1. Consejo de Administración,  compuesto desde el año 2012 (tras la modificación de la Ley 17/2006) por nueve miembros, elegidos para cada legislatura, cinco por el Congreso y cuatro por el Senado entre personas de relevantes méritos profesionales. Para garantizar la presencia de los sindicatos dentro de los órganos de la Corporación RTVE se modifica la composición del Consejo Asesor, incluyendo un consejero designado de común acuerdo por todos los sindicatos con implantación en la Corporación.
2. Consejeros Asesores  de Radio Nacional de España (RNE), Radio Cadena Española (RCE) y Televisión Española (TVE).
3. Director general,  nombrado por el Gobierno.

En cada comunidad autónoma existirá un delegado territorial de RTVE nombrado por el director general de RTVE, oído el órgano representativo que con estos fines se constituya en la comunidad autónoma. En su caso, existirá también un director de cada uno de los medios (RNE, RCE y TVE,) nombrados por el director general de RTVE.

## Gestión
La gestión de servicio público de radiodifusión es realizado por las sociedades estatales Radio Nacional de España y Radio Cadena Española y el de televisión es realizado por la sociedad estatal Televisión Española.
Desde el punto de vista de la organización interna del Ente Público y de sus sociedades, cabe poner de relieve, por una parte, que los presupuestos y financiación de los mismos se sujetan a unas normas que garantizan un eficaz control y, por otra parte, que el personal procedente de los organismos autónomos que se extinguen pasa a integrarse en el nuevo Ente Público y sus sociedades con respecto de sus derechos adquiridos, garantizándosele una importante representación en los Consejos Asesores, de manera que su voz será oída antes de adoptar decisiones que le afecten.